# Frans van Schooten
Frans van Schooten   (Leiden, 15 de maig de 1615 - Leiden, 29 de maig de 1660) (o van Schoten, Verschooten o, llatinitzat Scotenus) va ser un matemàtic holandès del segle xvii. Se'l coneix normalment com el Jove o Jr, per diferenciar-lo del seu pare, també matemàtic.

## Vida
El seu pare, del mateix nom, era professor de l'Escola d'Enginyeria de la Universitat de Leiden, on ell mateix havia estudiat sota Ludolph van Ceulen. Aquesta escola havia estat fundada pel brugenc Simon Stevin el 1600 i gaudia de gran prestigi. Entre els seus professors es comptaven Rudolph Snel, Ludolph van Ceulen, Willebrord Snell i Jacob Gool (Jacobus Golius).
És normal, doncs, que Schooten Jr. ingressés en aquesta universitat l'any 1631. Ja l'any 1632, va ser presentat a Descartes pel seu professor Jacob Gool. Aquesta influència serà perdurable en la vida de van Schooten. Com que tenia cert talent artístic (el seu oncle Joris va ser un reconegut pintor) va dibuixar les imatges per als annexos, Météores i Dioptrique, del Discurs del mètode de Descartes.
Entre 1641 i 1643 va viatjar per França, Anglaterra i Irlanda, coneixent Marin Mersenne a París i estudiant les obres de Viète i Fermat. El 1645 va substituir el seu pare en el càrrec de professor de matemàtiques de l'escola d'enginyeria de la universitat.

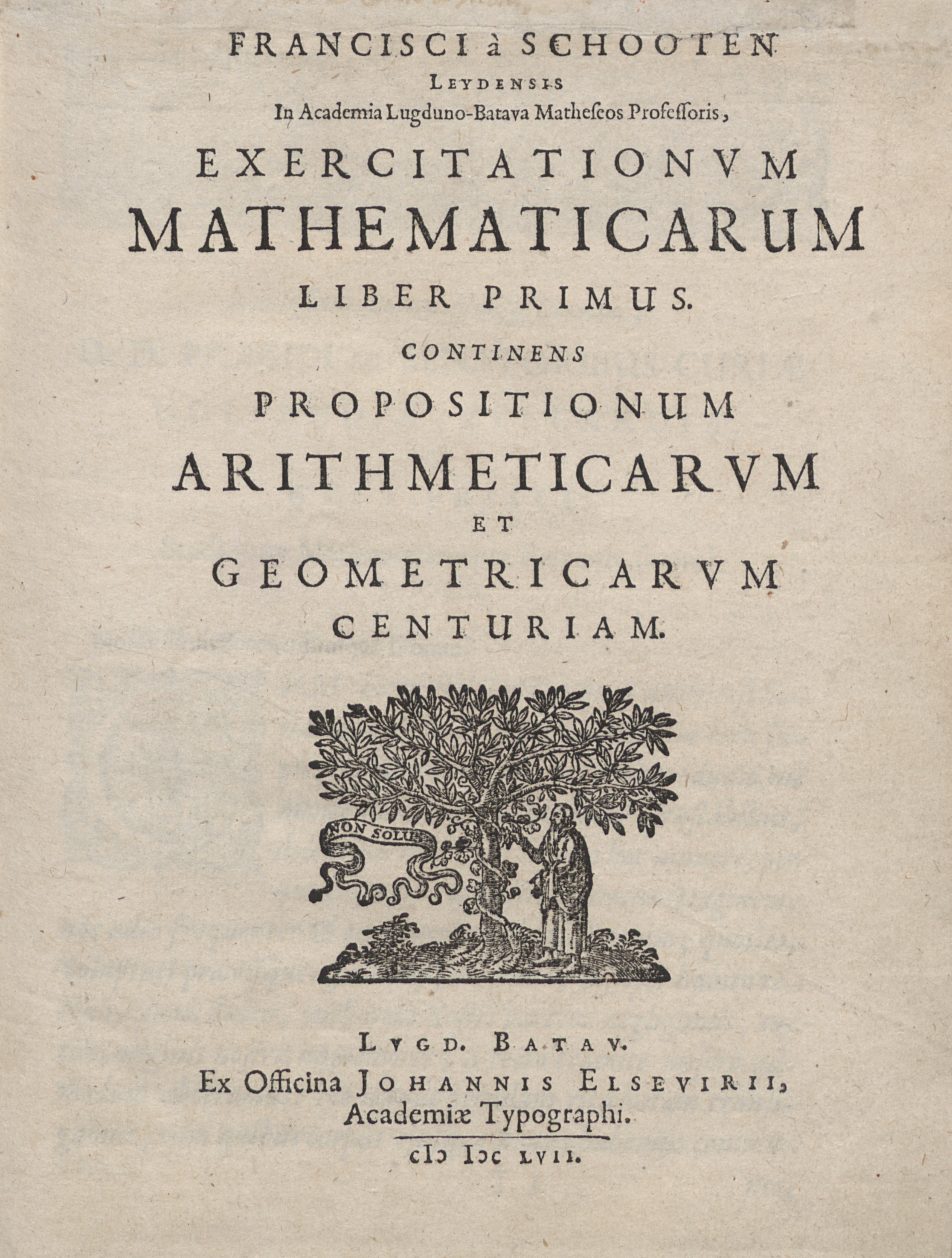
Exercitationum mathematicarum libri, 1656-1657

## Obra
Van Schooten és conegut sobretot com a difusor de l'obra de Descartes. En traduir La Geomètrie al llatí el 1649, amb una introducció de Florimond de Beaune, en va facilitar la difusió per tot Europa. Va ampliar l'edició que amb comentaris propis i dels seus deixebles el 1659-1661.
El 1656-1657 publica el seu llibre més important: Exercitationum Mathematicarum libri quinque, que és una ampla col·lecció de problemes. Com apèndix d'aquest llibre, van Schooten va incloure un treball de Huygens: De ratiociniis in aleae ludo que és un pas important en el desenvolupament de la teoria de la probabilitat. També va ser l'editor de les obres escollides de François Viète, Opera Mathematica (1646).